# Malik Nusrat al-Din Muhammad
Nusrat al-Din Muhammad (+ 1330/1331) fou malik mihrabànida de Sistan del 1318 a la seva mort. Era fill de Malik Nasir al-Din Muhammad.
La guerra civil entre Malik Nasir al-Din Muhammad i el seu fill gran malik Rukn al-Din Mahmud va durar uns quants anys abans de 1318. Vers 1318 Nasir al-Din va morir o fou apartat del poder però en aquell moment Rukn al-Din, que tenia ampli suport, no va poder marxar a la capital Zarandj perquè havia estat greument ferit en un combat. El seu germà petit, malik Nusrat al-Din Muhammad, va aprofitar la situació i es va fer reconèixer a Zarandj. Rukn al-Din això no obstant, es va recuperar, i com que gaudia de suports, va reprendre la guerra; un tercer germà, Shams al-Din Ali ibn Nasir al-Din, també reclamava el tron. Finalment els caps religiosos del país van imposar altre cop un acord de pau que deixava la part occidental a Rukn al-Din, i reconeixia a Nusrat al-Din a la part oriental, mentre Shams al-Din rebia la comarca i ciutat d'Uq.
Nusrat al-Din va regnar almenys 13 anys i va morir el 1330/1331. Els notables de Sistan llavors van elegir com a sobirà al seu nebot Malik Qutb al-Din Muhammad, fill de Rukn al-Din Mahmud i que ja governava al Sistan occidental.